# Муравьиха (Нижегородская область)
Муравьиха — село в Дальнеконстантиновском районе Нижегородской области. Входит в состав Суроватихинского сельсовета.

## География
Находится в 14 км от Дальнего Константинова и в 62 км от Нижнего Новгорода.

## История
В «Списке населённых мест» Нижегородской губернии по данным за 1859 год значится как разноведомственная деревня при ручье и колодцах в 65 верстах от Нижнего Новгорода. В деревне насчитывалось 111 дворов и проживал 591 человек (292 мужчины и 299 женщин). В национальном составе населения преобладали терюхане.

## Образование
Церковно-приходская школа появилась в Муравьихе в 1896 году. В наши дни Муравьихинская средняя школа располагается в здании 1939 года постройки, возведённом из кирпичей, оставшихся после разрушения местной церкви.  

## Население
| 2002 | 2010 |
| ---- | ---- |
| 820  | ↘773 |

Национальный состав
Согласно результатам переписи 2002 года, в национальной структуре населения русские составляли  97 % из 820 человек.